# Defiance (serial telewizyjny)
Defiance – amerykański serial, wyprodukowany przez Universal Cable Productions. Emitowany w stacji Syfy od 15 kwietnia 2013 roku do 28 sierpnia 2015 roku. W Polsce serial jest emitowany od 7 listopada 2013 w Canal+.

16 października 2015 stacja ogłosiła anulowanie serialu po trzecim sezonie.

## Fabuła
W 2046 roku Ziemia jest wyniszczona przez wojnę z obcymi, zwanymi Wotanami, którzy przybyli 30 lat wcześniej w poszukiwaniu nowego domu, po tym jak ich układ słoneczny został zniszczony w wyniku gwiezdnej kolizji. Byli wśród nich Iratjanie, Indogeni, Kastitjanie, Liberaci, Sensotowie, Gulanowie i Wolganie. Obecnie planeta jest zamieszkiwana przez wszystkich. W położonym przy granicy miasteczku Defiance Wotanie koegzystują z ludźmi. Osadą rządzi burmistrz Amanda Rosewater (Julie Benz), a pomaga jej przybyły niedawno do miasta Joshua Nolan (Grant Bowler), były żołnierz, który podczas wojny stracił rodzinę. Towarzyszy mu adoptowana córka, Iratjanka Irisa (Stephanie Leonidas), którą uratował przed śmiercią z rąk własnych rodziców. Jako nowo przybyli, muszą nauczyć się zasad panujących w mieście i poznać jego najbardziej wpływowych członków, a wśród nich właściciela największej w okolicy kopalni Rafe'a McCawleya (Graham Greene) i ambitną kastitjańską rodzinę Tarrów (Tony Curran i Jaime Murray).

## Obsada
- Grant Bowler jako Joshua Nolan[4]
- Julie Benz jako Amanda Rosewater[5]
- Stephanie Leonidas jako Irisa Nyira
- Tony Curran jako Datak Tarr
- Jaime Murray jako Stahma Tarr[6]
- Graham Greene jako Rafe McCawley
- Mia Kirshner jako Kenya Rosewater[7]

## Role drugoplanowe
- Dewshane Williams jako Tommy LaSalle
- Trenna Keating jako Doc Yewll
- Justin Rain jako Quentin McCawley
- Rob Archer jako Churchill/BioMan/Benedict/George/Ulysses
- Jesse Rath jako Alak Tarr
- Nicole Muñoz jako Christie Tarr (z domu McCawley)
- Fionnula Flanagan jako Nicolette „Nicky” Riordon[7]
- Gale Harold jako Connor Lang
- Noah Danby jako Sukar
- Tiio Horn jako Rynn
- Steven McCarthy jako pan Birch
- Wesley French jako Luke McCawley
- William Atherton jako Mercado[8]
- Anna Hopkins jako Jessica „Berlin” Rai[8]

## Odcinki
| Sezon | Sezon | Odcinki | Oryginalna emisja | Oryginalna emisja | Oryginalna emisja    | Oryginalna emisja | Oryginalna emisja |
| Sezon | Sezon | Odcinki | Premiera sezonu   | Finał sezonu      | Premiera sezonu      | Finał sezonu      |                   |
| ----- | ----- | ------- | ----------------- | ----------------- | -------------------- | ----------------- | ----------------- |
|       | 1     | 12      | 15 kwietnia 2013  | 8 lipca 2013      | 7 listopada 2013     | 30 stycznia 2014  |                   |
|       | 2     | 13      | 19 czerwca 2014   | 28 sierpnia 2014  | 27 października 2014 | 19 stycznia 2015  |                   |
|       | 3     | 13      | 12 czerwca 2015   | 28 sierpnia 2015  | 11 października 2015 | 3 stycznia 2016   |                   |